# Extrémofil

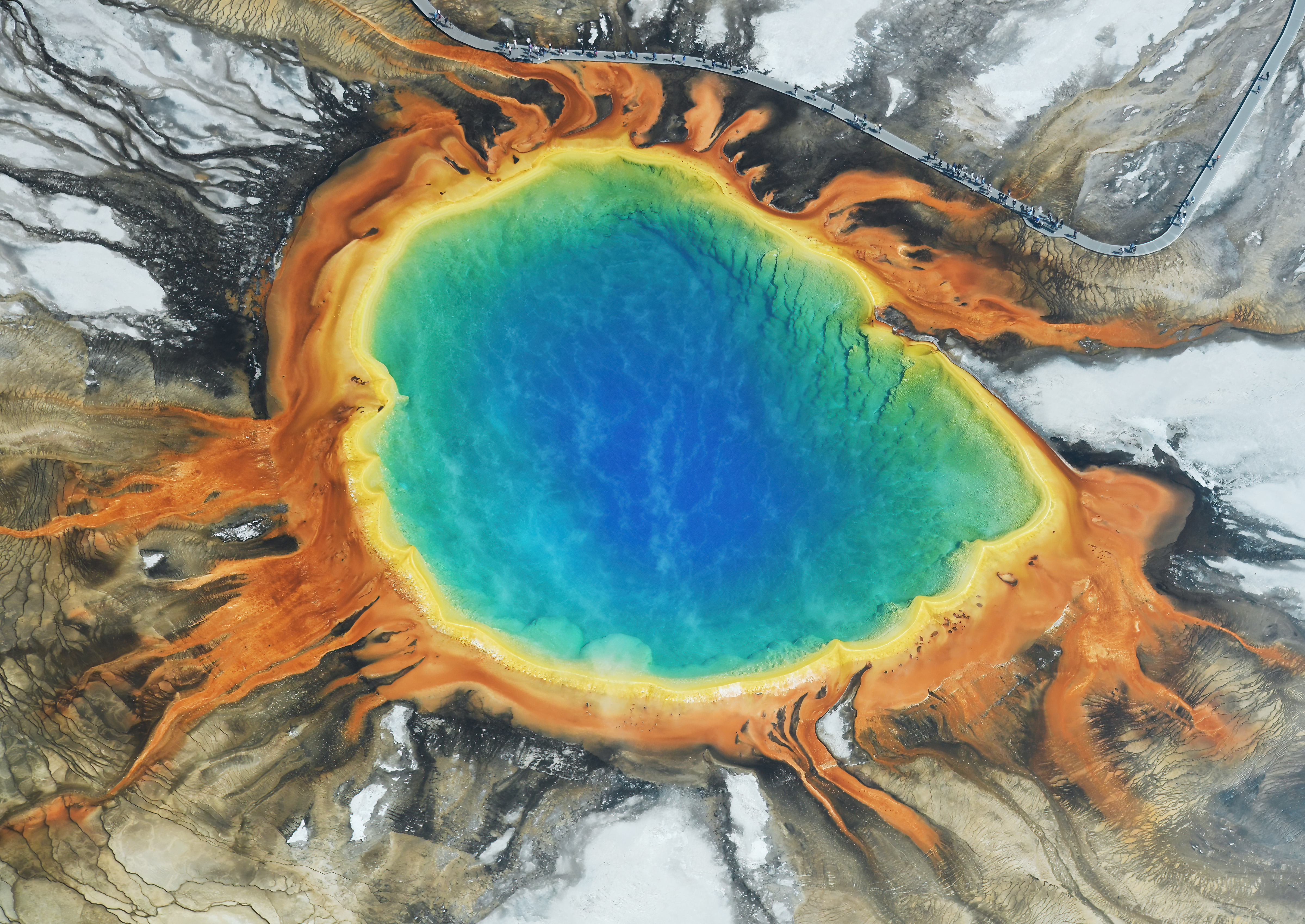
Vřídlo Grand Prismatic Spring je příkladem biotopu, v němž se vyskytují extrémofilové. Jsou dokonce částečně zodpovědní za zabarvení vody

Extrémofil je organismus (především mikroorganismus), který žije v extrémních podmínkách. Ačkoliv je velmi často vztahován především k archeím, ve skutečnosti nejsou všechna archea extrémofilní (známe mnoho mezofilních) a naopak jsou známi i extrémofilové z jiných skupin, živočichy nevyjímaje.

## Druhy extrémofilních organismů
Podle toho, jak se stanoviště daného organismu odlišuje od mezofilního stavu, rozlišujeme množství termínů, z nichž je možné zmínit:
- acidofil – nízké pH
- alkalofil – vysoké pH
- barofil (piezofil) – vysoký hydrostatický tlak
- halofil – vysoký obsah solí
- oligotrof – nízký obsah živin
- osmofil – vysoký osmotický tlak
- psychrofil – nízké teploty
- termofil – vysoké teploty (srovnej hypertermofil)
- xerofil – suché klima

Ve skutečnosti může jeden extrémofil patřit do více kategorií zároveň (tzv. polyextrémofil). Příkladem může být bezkřídlý pakomár Belgica antarctica žijící na pobřeží Antarktidy.